# Lohmannia jornoti
Lohmannia jornoti is een mijtensoort uit de familie van de Lohmanniidae. De wetenschappelijke naam van de soort is voor het eerst geldig gepubliceerd in 1985 door Mahunka.